# Christiane Karg
Christiane Karg (Feuchtwangen, Alemanya, 6 d'agost de 1980) és una soprano operística alemanya.
Nascuda a Feuchtwangen, Baviera, Karg va estudiar al Mozarteum, cant amb Heiner Hopfner i lied amb Wolfgang Holzmair. Va estudiar el repertori italià durant mig any al conservatori de Verona. Es va graduar al Mozarteum el 2008 i va rebre la Medalla Lilli Lehmann. Va prendre classes magistrals amb Grace Bumbry, Mirella Freni, Robert Holl i Ann Murray, entre d'altres.
Karg va fer el seu debut al Festival de Salzburg el 2006, com a Melia a Apollo et Hyacinthus de Mozart i com a Weltgeist a Die Schuldigkeit des ersten Gebotes. Un any més tard va tornar a actuar al Festival de Salzburg com a Madame Silberklang a Der Schauspieldirektor i en el paper principal de Bastien und Bastienne.
A partir de la temporada 2008/2009, Karg va passar a formar part de l'Òpera de Frankfurt, on va aparèixer com a Susanna a Les noces de Fígaro de Mozart, com a Pamina a La flauta màgica, com a Musetta a La bohème de Puccini, com a Zdenka a Arabella de Richard Strauss i com a Mélisande a Pelléas et Mélisande de Debussy. Va aparèixer com a Sophie a Der Rosenkavalier de Richard Strauss a l'Òpera de Frankfurt, dirigida per Sebastian Weigle, a la Semperoper de Dresden, dirigida per Christian Thielemann, i a La Scala de Milà. Va fer el seu debut a la Royal Opera House de Londres el 2015 com a Pamina a La flauta màgica de Mozart.
Va actuar com a soprano solista en la Segona Simfonia de Mahler en una actuació al Rheingau Musik Festival del 2017 al Monestir Eberbach sota la direcció de Christoph Eschenbach, amb Gerhild Romberger, la SWR Vokalensemble, el Chor des Bayerischen Rundfunks i la SWR Symphonieorchester.
El 17 d'agost de 2019 va inaugurar la 27a edició de la Schubertíada a la Canònica de Santa Maria de Vilabertran, acompanyada sobre l'escenari pel pianista Gerold Huber.

## Premis
- 2007: Neue Stimmen (6è premi)
- 2008: Premi Especial de Veu/Lied al concurs internacional de cant Tenor Viñas del Liceu de Barcelona
- 2008: Premi de la Fundació Hamel al Festival de Música Schleswig-Holstein
- 2009: Jove artista de Opernwelt de l'any 2009
- 2010: Guanyadora de l'ECHO Klassik 2010 en la categoria "Jove artista", "cantant"
- 2016: Guanyadora de l'ECHO Klassik 2016 en la categoria "Solistische Einspielung" (gravació individual)
- 2018: Brahmspreis